# Keskenylevelű kakukkfű
A mezei kakukkfű, más néven keskenylevelű kakukkfű, északi kakukkfű, vadkakukkfű, balzsamfű vagy vadcsombor (Thymus serpyllum) az árvacsalánfélék családjába tartozó félcserje termetű növényfaj. 5–25 cm magas évelő növény, számos tapasztalati úton bizonyított gyógyhatással. Balzsamfű, tömjénfű, démutka és mézfű néven is ismert. Fűszerként elsősorban sültek ízesítésére használják.

## Megjelenése
Fölöttébb változatos, egyes alakjait korábban külön faj gyanánt is feljegyezték. Átlagban 5–25 cm magas, gyakran elfekvő szára körben szőrös, alsó része fás. Nyeles vagy ülő levelei keresztben átellenesek, alakjuk változó, hosszúkástól elliptikusig. Bíboros, rózsaszín, ritkábban fehér virágja apró, 2–6 mm, virágzatban csoportosulnak a szárak csúcsán. Virágzási ideje májustól augusztusig terjed. Termése makkocska.

## Termőhelye
Laza, köves, gyakran homokos talajok kedvelője, megtalálható köves lejtőkön, száraz gyepeken, útszegélyeken.

## Begyűjtése
Főként déli órákban ajánlatos szedni, ugyanis ilyenkor a legmagasabb a hatóanyag-tartalma. Virágos, leveles hajtásait hasznosítják. Kereskedelmi forgalomban legtöbbször teafűként, esetleg kivonat vagy illóolaj formájában kapható.

## Gyógyhatása
Fertőtlenítő és görcsoldó hatással rendelkezik, valamint enyhíti az emésztési panaszokat. Enyhe nyugtató hatásának köszönhetően alkalmas idegesség ellen is. Köhögéscsillapító hatása mellett megszünteti a szájüregi gyulladásokat. Külsőleg alkalmazva kiváló sebek fertőtlenítésére, valamint reumás panaszok sikeres kezelésére. Mellékhatása nem ismert, amennyiben előírt mennyiségben fogyasztjuk. Illóolaját azonban csak szakember utasítására ajánlatos fogyasztani.

## Használata
Emésztési panaszok vagy görcsök esetén ajánlott a napi 3 csésze kakukkfűtea, elkészítéséhez egyetlen teáskanál füvet forrázzunk le egy csésze vízzel.
A kakukkfűszirup nagyon hatásos meghűlés ellen, egy evőkanállal fogyasztandó étkezés előtt.
Náthától eldugult orr esetén ajánlott egy csésze forró vízhez adagolt 5–10 csepp illóolaj inhalálása.
A kakukkfűfürdő jótékony hatással van álmatlanság, stressz és depresszió esetén. Erdélyi népgyógyászatban a koraszülött gyermekeket fürdetik kakukkfűteában.
A kakukkfűvel töltött párna nyugtató álmot hoz, ha fejünk alá helyezzük, de felmelegítve, fájó testrészekre helyezve enyhíti a reumás panaszokat. Kakukkfűvel töltött párna használata enyhíti a pajzsmirigyproblémák okozta légzési gondokat is.
Olaja reuma, bénulás, izomsorvadás, szédülés, szklerózis multiplex és ficam esetén használható bedörzsölésre.